# Соть (река, впадает в Никольское озеро)
Соть (Ситька) — река в европейской части России, протекает по Вологодскому району Вологодской области, Пошехонскому и Первомайскому районам Ярославской области и Грязовецкому району Вологодской области. Длина реки — 58 км.
Соть начинается на границе Вологодского района, и далее течёт по лесу на юго-восток по Пошехонскому району. В Пошехонском районе около реки расположены сельские населённые пункты: Крутово, Трубайка, Коротыгино и Брусничная. Река протекает далее на юго-восток и затем на северо-восток по Первомайскому району по заболоченной местности, в том числе между болот Двинковское, Большие Соколья, Малые Соколья, урочище Соколья. Далее Соть протекает по Грязовецкому району по заболоченной местности на северо-восток и затем на север, где впадает в озеро Никольское. Около устья около реки расположены сельские населённые пункты: Пищалино, Басино.
Крупнейшие притоки: Добринка (слева, 46 км от устья), Меденик (слева), Чернуха (справа), Печерда (справа), Прудовка (справа), Теплас (слева, 20 км), Королевка (справа, 12 км), Тювенька (справа, 4 км), Пухить (слева, 0,5 км).

## Данные водного реестра
По данным государственного водного реестра России относится к Двинско-Печорскому бассейновому округу, водохозяйственный участок реки — (Малая) Северная Двина от начала реки до впадения р. Вычегда без рр. Юг и Сухона (от истока до Кубенского г/у), речной подбассейн реки — Малая Северная Двина. Речной бассейн реки — Северная Двина.
Код объекта в государственном водном реестре — 3020100312103000006806.